# Kach und Kahane Chai

Kach- bzw. Kahane Chai-Logo

Kach (hebräisch: „So!“) und Kahane Chai („Kahane lebt“) sind bzw. waren zwei rechtsextremistische, jüdische Organisationen und ehemalige Parteien in Israel. Sie wurden durch die israelischen Behörden wegen ihrer Unterstützung von Anschlägen gegen die arabische Minderheit und die israelische Regierung für illegal erklärt, existieren jedoch als Untergrundorganisationen weiter. Die EU sowie die USA führen beide Organisationen auf ihrer Liste der Terrororganisationen. Nach Angaben der US-amerikanischen Regierung zählen zu ihren Aktivitäten:
- die Organisation von Protesten gegen die israelische Regierung
- die Belästigung und Bedrohung von Palästinensern in Hebron und im Westjordanland
- die Bedrohung von israelischen Regierungsbeamten.

Beide Organisationen schworen zudem Rache für den Tod von Binyamin Ze’ev Kahane und dessen Frau.
Die Aktivitäten von Anhängern und Sympathisanten von Kach und von Kahane Chai gehen über reine Bedrohung und die Durchführung von Protesten jedoch hinaus. Baruch Goldstein, der 1994 bei einem Massaker in Hebron 29 Palästinenser während des Gebets in der Machpela tötete,  und Jigal Amir, der 1995 den israelischen Ministerpräsidenten Jitzchak Rabin erschossen hat, entstammen dem Einflussbereich beider Organisationen.

## Vorgeschichte
Die Kach-Partei wurde 1971 von Rabbi Meir Kahane in Israel gegründet, der schon zuvor in den USA die Jewish Defense League gegründet hatte. Vor seiner Einwanderung nach Israel hatte Kahane noch erklärt, dass er nicht plane, dort politisch aktiv zu werden.  Der Name der Partei leitet sich von „Rak Kach“ („Nur so“), dem einstigen Motto der Irgun, ab. Bis Anfang der 1980er Jahre blieb Kach allerdings weitgehend erfolglos.

## Wahlerfolg
Eine größere Bekanntheit erlangte Kahane 1982, im Zuge des Friedensprozesses zwischen Israel und Ägypten, durch einen Trick. Damals wurde vereinbart, dass Israel die seit dem Sechstagekrieg besetzte Sinai-Halbinsel an Ägypten zurückgeben werde. Um Widerstand dagegen zu leisten, hatten sich Anhänger Kahanes in Yamit, einer während der Besatzungszeit gegründeten jüdischen Siedlung, in einem Bunker verschanzt und gedroht, kollektiven Selbstmord im Stil von Massada zu begehen, sollte Yamit wieder den Ägyptern in die Hände fallen. Weil sich Kahanes Anhänger von den israelischen Oberrabbinern nicht überreden ließen, ließ die israelische Regierung Kahane aus den Vereinigten Staaten einfliegen und mit einem Militärhubschrauber nach Yamit fliegen, wo er dann seine Anhänger davon überzeugte, von ihrem Vorhaben abzulassen. Dieses aufwändige Ereignis wurde damals im israelischen Fernsehen übertragen und steigerte Kahanes Popularität. Nach den Wahlen 1984 zog er mit einem Einzelsitz in die Knesset ein.
Kahane veranstaltete damals eine in Israel aufsehenerregende Siegesfeier in Jerusalem, bei der ein arabischer Markt und Passanten überfallen wurden.
In den darauf folgenden Jahren wurden Kahanes Reden von den anderen Abgeordneten boykottiert, so dass die Knesset bei seinen Reden für gewöhnlich, abgesehen vom Aufsichtsratspräsidenten und dem Protokollanten, leer stand. Kahane bezeichnete seine Gegner als „Hellenisten“, in Anlehnung an die Juden, die sich zur Zeit der Besatzung Judäas durch Alexander den Großen in die griechische Kultur assimiliert hatten. Trotz dieser Isolation wuchs Kahanes Beliebtheit. Vor den Wahlen 1988 erließ die israelische Regierung allerdings ein Gesetz, das es ihr ermöglicht, Parteien die Teilnahme an den Wahlen zu verbieten, wenn diese von ihr als rassistisch eingestuft werden. Nachdem Kach dadurch die Teilnahme an den Wahlen untersagt worden war, rief Kahane das Oberste Gericht Israels an, was jedoch erfolglos blieb, so dass er nach den Wahlen aus der Knesset ausschied.

## Ideologie
Kach verfolgte einen radikalen zionistischen Nationalismus auf der einen und einen jüdisch-religiösen Fundamentalismus auf der anderen Seite. Kahane hatte mehrmals bestätigt, das weltliche System Israels beseitigen und durch eine jüdische Theokratie ersetzen zu wollen, in der die Einwohner nach den halachnischen Gesetzen leben sollen. Er bekräftigte dabei, dass Judentum und Demokratie nicht dasselbe sind und dass eine „jüdische Demokratie“ mit nichtjüdischen Wahlberechtigten sich selbst widerspreche, da sie den Nichtjuden eines Tages die Möglichkeit geben könnte, Israel als Judenstaat abzuwählen. Kahane berief sich dabei auf die Auserwähltheit des Volkes Israel. Bekannt war Kach vor allem auch für die Forderung nach der Vertreibung der meisten Palästinenser aus Israel und den besetzten Gebieten sowie der eines Verbots des Geschlechtsverkehrs zwischen Juden und Nichtjuden. Die Kach-Mitglieder traten in der Öffentlichkeit häufig uniformiert – mit gelben Hemden und Parteisymbolen – auf, sodass sie in den Medien oft als „Gelbhemden“ (in Anlehnung an Mussolinis Schwarz- und Hitlers Braunhemden) tituliert wurden. Auch entstand auf der Straße das Schlagwort „Kahanazis“. Das Parteisymbol, Davidstern mit Faust, wurde schon zuvor von der Jewish Defense League verwendet und ist laut Angaben der Organisation ein Symbol, das man nach der Befreiung der Konzentrationslager 1945 dort an einer Wand vorfand. Auf die Wand waren ein Davidstern mit einer Faust und zusätzlich die Worte „Yiddalach! Nekama!“ (jiddisch: „Juden! [Nehmt] Rache!“) gemalt worden. Ein Jude, der kurz danach im Holocaust ermordet wurde, soll sie dorthin gemalt haben. Beliebt war Kahane vor allem im ärmeren Teil der jüdischen Bevölkerung, den Sephardim, bei radikalen Siedlern in den besetzten Gebieten und unter jungen israelischen Wählern. Umfragen zeigten, dass Kach bei den Wahlen 1988 wohl zehn Prozent erreicht hätte und damit auf dem Weg zur drittstärksten Partei in Israel gewesen wäre. Nach seinem Ausscheiden aus der Knesset wurden Kahane und seine Partei politisch jedoch zunehmend bedeutungslos.

## Nachwirkung
Am 5. November 1990 kam Kahane während einer Veranstaltung in Manhattan durch ein Attentat ums Leben. Der Hauptverdächtige, El Sayyid Nosair, wurde nach einem Schusswechsel mit der Polizei festgenommen, später jedoch vom Vorwurf des Mordes freigesprochen. Nosair war auch in den Bombenanschlag auf das World Trade Center 1993 involviert. Nach Kahanes Tod spaltete sich die Partei in die sich ähnelnden Organisationen Kach und Kahane Chai. Kach wurde von Baruch Marzel weitergeführt, während Kahane Chai von Kahanes Sohn, Binyamin Ze’ev Kahane, weitergeführt wurde, bis dieser 2000 mit seiner Frau bei einem Attentat durch militante Palästinenser getötet wurde.
Beide Gruppen gelten seit 1994 durch die damals erlassenen Anti-Terrorismus-Gesetze in der Folge des Massakers durch Baruch Goldstein am Grab der Patriarchen als illegal. Ihnen gehören heute mehrere hundert Mitglieder an, einschließlich eines Kreises von Unterstützern in den USA und Europa.
Am 4. August 2005 erschoss der 19-jährige Eden Natan-Zada, Mitglied der Kach-Bewegung, in einem Bus in Schefar’am vier Araber und verletzte 22 weitere. Daraufhin wurde er von der aufgebrachten Menge gelyncht.
Laut einer Veröffentlichung des israelischen Armeeradios wird eine Nachfolgeorganisation der Kach vom Israeli Mike Guzovsky angeführt.
Zu den vormaligen Mitgliedern der Partei gehört auch Avigdor Lieberman, der ehemalige Verteidigungsminister einer israelischen Regierung unter Benjamin Netanyahu.
Itamar Ben-Gvir, heute Vorsitzender der rechtsextremen Partei Otzma Jehudit und seit Dezember 2022 israelischer Minister für öffentliche Sicherheit, gehörte der Jugendorganisation von Kach an.